# Otto Schwebel

Otto Schwebel

Otto Gottfried Konrad Schwebel (* 30. Juli 1903 in Frankfurt am Main; † 3. Dezember 1976 in Gauting) war ein deutscher Politiker (NSDAP). Während des Nationalsozialismus war er Oberbürgermeister von Worms, Landrat im Kreis Worms und von 1939 bis 1945 Mitglied des Reichstags.

## Leben
Schwebel wurde während seines Studiums 1921 Mitglied der Burschenschaft Germania Gießen. Er war ab 1926 Forstreferendar und ab 1928 Forstassessor in Michelstadt. Am 1. März 1930 trat er mit der Mitgliedsnummer 22.189 der NSDAP bei und wurde Kreisleiter der NSDAP für Groß-Gerau. Er wurde danach Gaugeschäftsführer der Gauleitung Hessen-Nassau-Süd sowie 1932 Gauinspektor. Von 1932 bis zum 30. September 1937 war er Kreisleiter der NSDAP für Worms. Nach der Machtübertragung an die Nationalsozialisten war er vom 24. April bis zum 16. August 1933 kommissarischer Beigeordneter von Worms, bevor er am 16. August 1933 das Amt des Wormser Oberbürgermeisters von Wilhelm Rahn übernahm. Im Sommer 1933 förderte Schwebel die Pläne des Leiters des Verkehrsvereins zur Wiederbelebung des vor dem Krieg jährlich gefeierten Sedanfestes. Die Abhaltung dieses traditionellen Festes war in Worms durch die bis 1930 andauernde Besetzung durch französische Truppen nicht möglich gewesen. Am 2. September 1933 feierte man in Worms das erste Backfischfest als Nachfolger des Sedanfestes.
Schwebel gab am 1. Februar 1934 das Amt des Oberbürgermeisters an den Beigeordneten Gustav Adolf Körbel ab und wurde Kreisrat beziehungsweise Landrat im Kreis Worms. Auf eigenen Wunsch wurde Schwebel am 30. September 1937 aus der Funktion des Kreisrates entlassen. Er wechselte als NSDAP-Kreisleiter nach Frankfurt am Main, eine Funktion, die er bis zum 30. Juni 1943 ausübte. Nachdem Schwebel im April 1938 erfolglos zur Reichstagswahl vorgeschlagen worden war, konnte er am 10. November 1939 für den verstorbenen Abgeordneten Johannes Lommel in den politisch bedeutungslosen Reichstag nachrücken. In den Jahren 1939 und 1940 war er im Kriegsdienst an der Westfront.
Ab Juli 1943 war Schwebel vertretungsweise Regierungspräsident des Regierungsbezirks Wiesbaden. Kurz vor Kriegsende flüchtete Schwebel am 25. März 1945, drei Tage vor dem Einrücken der amerikanischen Truppen, aus Wiesbaden, zeitgleich mit dem hessischen Gauleiter Jakob Sprenger aus Frankfurt.
Im März 1960 verwarf der hessische Verwaltungsgerichtshof in Kassel einen Berufungsantrag von Otto Schwebel, dem eine niedrigere Instanz eine Rentenzahlung verweigert hatte.
Schwebel war verheiratet und hatte drei Söhne.